# Markovščina
Markovščina este o localitate din comuna Hrpelje-Kozina, Slovenia, cu o populație de 115 locuitori.